# Petersdorf (Mecklemburgo-Pomerania Occidental)
Petersdorf es un municipio situado en el distrito de Llanura Lacustre Mecklemburguesa, en el estado federado de Mecklemburgo-Pomerania Occidental (Alemania), a una altitud de 80 metros. Su población a finales de 2016 era de 150 habs. y su densidad poblacional, 20 hab/km².
Se encuentra a poca distancia al norte de la frontera con el estado de Brandeburgo.